# Condado de Franklin (Geórgia)
O Condado de Franklin é um dos 159 condados do Estado americano de Geórgia. A sede do condado é Carnesville, e sua maior cidade é Carnesville. O condado possui uma área de 690 km², uma população de 20 285 habitantes, e uma densidade populacional de 14 hab/km² (segundo o censo nacional de 2000). O condado foi fundado em 25 de fevereiro de 1784.